# Silistraru, Brăila
Silistraru este un sat în comuna Traian din județul Brăila, Muntenia, România.
Între anii 1417-1829 a făcut parte din Raiaua Brăila (Kaza Ibrail) a Imperiului Otoman.
La sfârșitul secolului al XIX-lea, satul Silistraru era reședința unei comune din plasa Vădeni a județului Brăila. Ea avea în compunere satele Silistraru și Traian, cu o populație totală de 1769 de locuitori. În comună funcționau o școală cu 111 elevi (înființată ca școală de băieți în 1838 și devenită mixtă în 1877) și două biserici ortodoxe.
În 1913, satul Traian s-a desprins de comună și a format o comună separată. Comuna Silistraru devenise atunci reședința plășii Silistraru, din care făcea parte și comuna Traian. Satul Silistraru, rămas unicul sat al comunei, avea 1353 de locuitori.
În 1950, comuna a fost inclusă în raionul Brăila din regiunea Galați și ulterior comuna Silistraru a dispărut, fiind inclusă în comuna Traian.